# Jaworzynka (dopływ Zimnej Wody)
Jaworzynka – potok w słowackich Tatrach Zachodnich, prawy dopływ Zimnej Wody. Ma źródła w Ciepłym Żlebie na wysokości około 1380 m. Górna część Ciepłego Żlebu jest sucha. Jaworzynka spływa w zachodnim kierunku, przepływa przez polanę Puczatina i w Dolinie Zuberskiej uchodzi do Zimnej Wody. Następuje to na wysokości około 980 m, w połowie odległości między polaną Brestowa i Zwierówką. 